# Bečevica
Bečevica (cyr. Бечевица) – wieś w Serbii, w okręgu szumadijskim, w gminie Knić. W 2011 roku liczyła 274 mieszkańców.